# Thomas Hutter
Thomas Hutter es el principal deuteragonista de la película clásica de terror expresionista muda Nosferatu, eine Symphonie des Grauens (1922) y de su remake Nosferatu (2024). Es un joven que trabaja como agente inmobiliario y vive en la ciudad alemana de Wisborg con su reciente esposa Ellen Hutter, la protagonista principal.
El personaje se basó en Jonathan Harker de la novela de terror gótico Drácula (1897) del escritor Bram Stoker.
Es interpretado por el actor Gustav von Wangenheim en Nosferatu, eine Symphonie des Grauens (1922) y por el actor Nicholas Hoult en Nosferatu (2024).

## Biografía

### Thomas Hutter enNosferatu, eine Symphonie des Grauens(1922)
Thomas Hutter y su reciente esposa Ellen Hutter, viven juntos una buena vida en (la ficticia) Wisborg. Hutter es un joven agente inmobiliario que trabaja para Knock. Un día, Knock le dice que vaya a los Montes Cárpatos para visitar al Conde Orlok para cerrar un trato de una propiedad. Previamente, el Conde Orlok le ha lavado el cerebro a Knock y está ayudando a su maestro en sus propósitos. Hutter emprende el viaje, y una vez en las montañas, los aldeanos advierten sobre la verdadera identidad de Orlok. Pero Hutter no cree en sus palabras, y continúa su viaje hacia el castillo.
Una vez en el castillo, es recibido por el Conde, aunque le preocupa el extraño comportamiento de Orlok. La noche después de finalizar el proceso de compra, Orlok revela su verdadera naturaleza e intenta drenar la sangre de Hutter. Debido a la conexión psíquica de Ellen con su marido, ella lo siente y camina sonámbula sobre la barandilla del balcón mientras distrae a Orlok, salvando a Hutter. Sin embargo, esto la hace sentir enferma y se desmaya. Esa mañana, Hutter va a la cripta de Orlok y encuentra al Conde durmiendo en un ataúd. Horrorizado, regresa a su habitación y, por la noche, ve a Orlok cargando ataúdes para ir a Wisborg y descubre que el vampiro lo ha atrapado en el castillo. Hutter intenta escapar y lo logra, pero se desmaya por la caída y los aldeanos cercanos lo encuentran y lo llevan a un hospital donde lo cuidan hasta que recupera la salud.
Más tarde, Hutter regresa a casa y Ellen está encantada de verlo, mientras Orlok, que lleva su propio ataúd, camina por su nueva casa y los ve a través de la ventana. Orlok luego planea drenar la sangre de Ellen. Debido al viaje de Orlok junto a sus ratas, Wisborg se infecta con una plaga y numerosas personas mueren en el proceso, lo que lleva a las autoridades locales a declarar una cuarentena. Sabiendo que el vampiro es el responsable, Ellen lee el Libro del Vampiro (1819) que su marido trajo con él para encontrar una manera de derrotar a Orlok, y descubre que los Nosferatu pueden ser derrotados si una mujer de corazón puro lo distrae con su belleza.

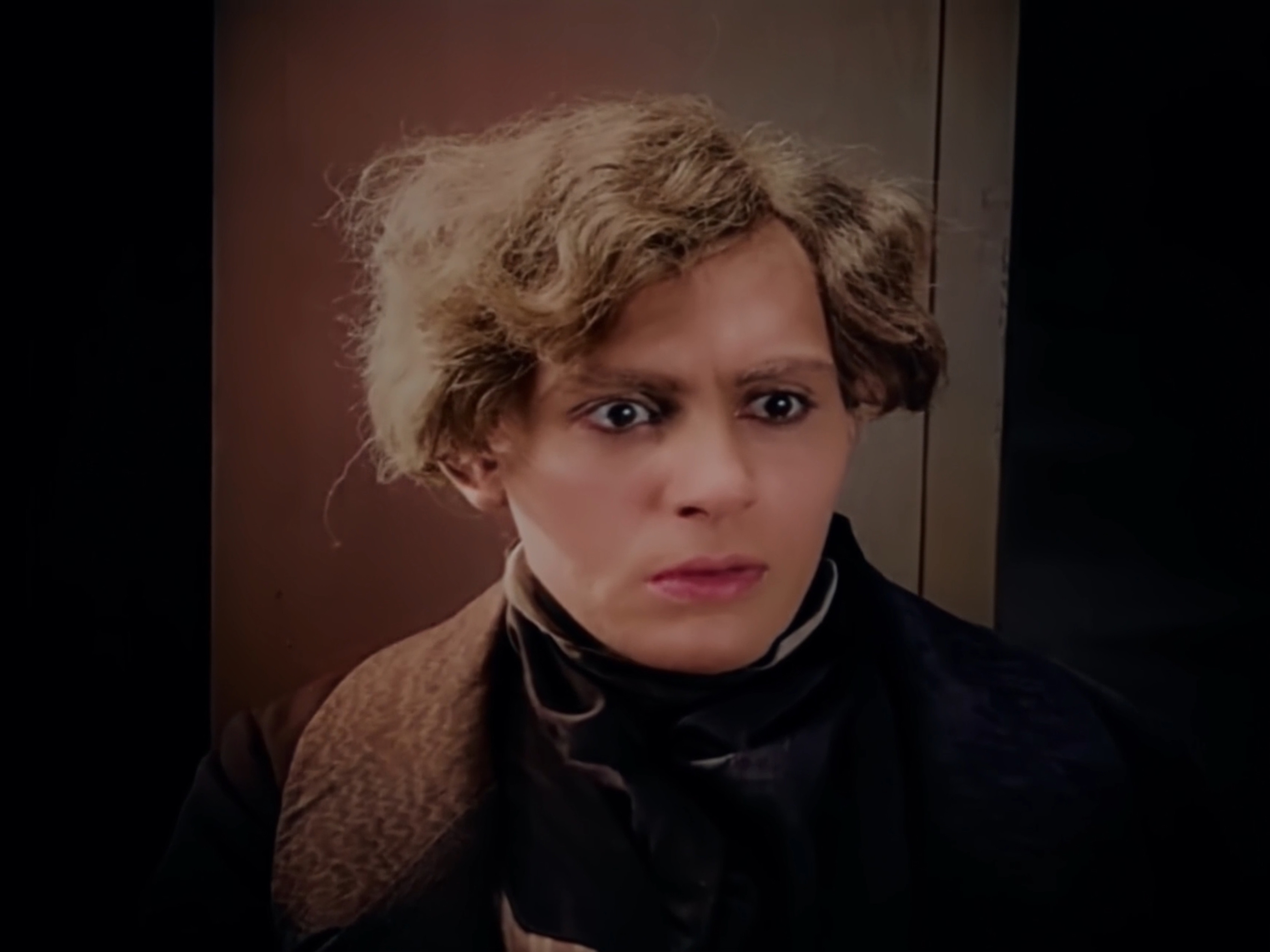
Thomas Hutter (1922).

Como resultado, Ellen voluntariamente deja que Orlok la hechice, provocando que se desmaye. Luego, Hutter va a pedirle al profesor Bulwer que ayude a su esposa. Al mismo tiempo, Orlok llega a la casa de Hutter y drena la sangre de Ellen, olvidándose del tiempo en el proceso. Cuando sale el sol, Orlok intenta escapar, pero es tocado por la luz del sol y se evapora en llamas. Luego, Ellen se despierta y llama a Hutter, y él llega justo a tiempo para que ella muera en sus brazos.

### Thomas Hutter enNosferatu(2024)
Hutter es un hombre puro, bondadoso, cariñoso y sincero, que siente la necesidad de cuidar de su reciente esposa, Ellen, a la que ama y respeta profundamente. Hutter es enviado por negocios a los Montes Cárpatos para hacer un trato con Orlok, un noble que busca comprar una nueva casa en el vecindario de Hutter, la mansión Grunewald. Thomas hace el viaje, dejando a Ellen con su mejor amiga Anna Harding, su marido Friedrich y sus hijas. 
Tras un complicado y siniestro viaje lleno de escalofriantes experiencias, consigue llegar a su destino. Hutter, tras ser recibido por el anfitrión Orlok, es engañado con un contrato en un idioma que no conoce, y es encerrado en el castillo, mientras que el Orlok zarpa a Alemania para reunirse con Ellen, pues Orlok es el que satisface la soledad y el deseo de Ellen desde su juventud a través de una conexión psíquica.  

## Cine
Thomas Hutter ha sido interpretado por varios actores en diferentes adaptaciones cinematográficas.
- Gustav von Wangenheim como Thomas Hutter en Nosferatu, eine Symphonie des Grauens (1922).
- Nicholas Hoult como Thomas Hutter en Nosferatu (2023).[3]